# Анеевка
Анеевка, в верхнем течении Яныганъя (устар. Яныг-Анъя и Яны-Ан-Я) — река в России, протекает в Ханты-Мансийском АО. Устье реки находится в 176 км от устья Северной Сосьвы по левому берегу. Длина реки — 40 км. В 5 км от устья впадает правый приток Мань-Анъя.

## Данные водного реестра
По данным государственного водного реестра России относится к Нижнеобскому бассейновому округу, водохозяйственный участок реки — Северная Сосьва, речной подбассейн реки — Северная Сосьва. Речной бассейн реки — (Нижняя) Обь от впадения Иртыша.
Код объекта в государственном водном реестре — 15020200112115300028169.